# Аеродром Хамбург
Аеродром Хамбург је међународни аеродром близу истоименог немачког града Хамбурга, у северној Немачкој, смештен 9 km северно од средишта града. Аеродром на овом месту установљен је 1911. године, што га чини најстаријом ваздушном луком на свету која је у непрекинутој употреби.
Године 2018. кроз Аеродром Хамбург је прошло преко 17 милиона путника. По томе је то пети по промету аеродром у Немачкој.